# سورخنا

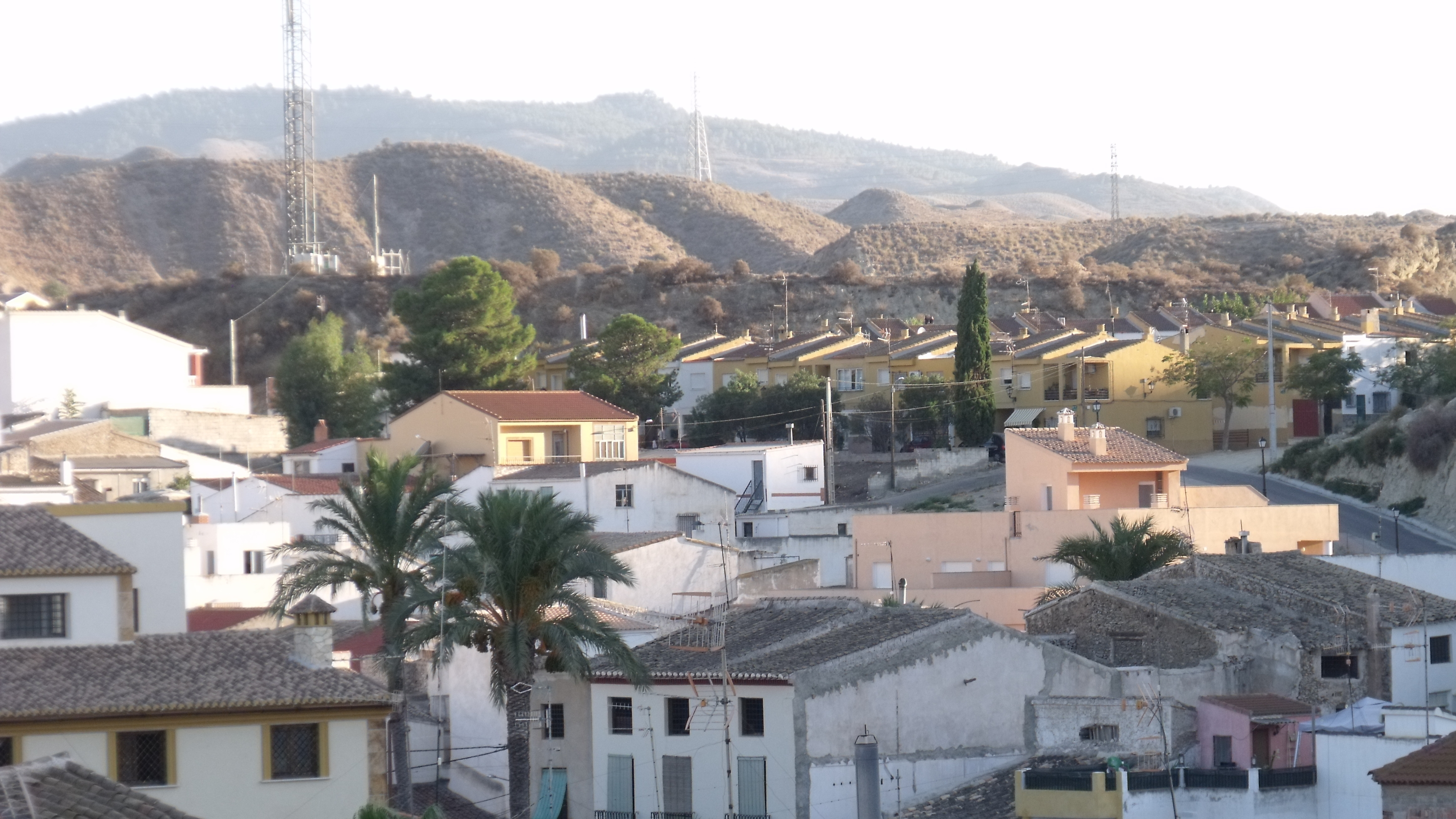
نمایی از دهستان سورخنا در استان آلمریای اسپانیا - ۲۰۱۶

سورخنا دهستانی در استان آلمریای اسپانیا است. در این دهستان ۳٬۰۳۰ نفر زندگی می‌کنند. مساحت این دهستان ۷۲ کیلومتر مربع است.